# Pila-Canale
Pila-Canale é uma comuna francesa na região administrativa de Córsega, no departamento de Córsega do Sul. Estende-se por uma área de 18,8 km². 